# ستاره سدلو (ناحیه تاخوف)
ستاره سدلو (ناحیه تاخوف) (به چکی: Staré Sedlo) یک منطقهٔ مسکونی در جمهوری چک است که در ناحیه تاخوو واقع شده‌است. ستاره سدلو ۲۳٫۶۱ کیلومتر مربع مساحت و ۲۴۶ نفر جمعیت دارد و ۴۲۹ متر بالاتر از سطح دریا واقع شده‌است.